# Дахран (авіабаза)
Авіабаза «Дахран» імені Короля Абдул-Азіза (араб. قاعدة الملك عبدالعزيز الجوية) (IATA: DHA, ICAO: OEDR), також відома як авіабаза Дахран і раніше міжнародний аеропорт Дахран, аеропорт Дахран і аеродром Дахран — це база Королівських ВПС Саудівської Аравії, розташована в Дахрані в Східній провінції Еш-Шаркія Саудівської Аравії. Розташована на захід від Тукби та в 7 км (4 милі) на південний схід від табору Saudi Aramco, авіабаза була першим аеропортом Саудівської Аравії, побудованим у 1961 році.
Авіабаза спочатку була побудована та експлуатувалася ВПС США з 1945 по 1962 рік і була відома як аеродром Дахран. Після використання ВПС США він був переобладнаний для комерційного використання і був відомий як міжнародний аеропорт Дахран і використовувався разом з авіабазою Короля Абдул-Азіза Королівських ВПС Саудівської Аравії. Військові відносини, які існують сьогодні між Сполученими Штатами та Саудівською Аравією, мали великий вплив на виникнення та розвиток цього аеродрому.
Під час фази комерційного використання з 1962 по 1999 рік це був один із найвпливовіших і найзавантаженіших пасажирських аеропортів Саудівської Аравії, і його пам’ять було відзначено банкнотами 2-го випуску в 5 ріалів і банкнот 3-го випуску в 1 ріал. Після завершення будівництва та відкриття Міжнародного аеропорту імені короля Фахда в сусідньому місті Ед-Даммам, аеропорт втратив свій комерційний статус і знову був переобладнаний лише для військового використання, хоча і Королівськими ВПС Саудівської Аравії, які використовують його й сьогодні.